# 全體委員會
全體委員會（英語：Committee of the whole）是在合議性團體內以委員會形式的議事程序進行的會議，只是該委員會的組成是該團體的所有成員。與其他委員會一般，全體委員會的職權範圍只會由該團體指派和規限，並不能自行商議或決定其他事宜。全體委員會可透過寬減對辯論的要求，令該團體的全體成員得以對議題更全面地進行討論。

## 各地的全體委員會
- - 聯邦眾議院：聯邦會議廳（Federation Chamber）
  - 聯邦參議院：全體委員會[1]
- 加拿大
  - 聯邦下議院：全體委員會[2]
  - 聯邦上議院：全體委員會[3]
- 香港
  - 立法會：全體委員會[4]
  - 立法會：財務委員會[5]
  - 立法會：內務委員會[6]
- 臺灣
  - 立法院：全院委員會
- 英国
  - 下議院、上議院：全院委員會
- 美国
  - 聯邦眾議院：全體委員會（英语：Committee of the Whole）